# Groß Lindow
Groß Lindow ist eine Gemeinde im Osten von Brandenburg im Landkreis Oder-Spree. Sie wird vom Amt Brieskow-Finkenheerd verwaltet.

## Geografie
Die Gemeinde liegt am Friedrich-Wilhelm-Kanal, der Spree und Oder miteinander verbindet.

## Gemeindegliederung
Zur Gemeinde gehören die Wohnplätze Hammerfort, Klixmühle, Schlaubehammer, Weißenberg und Weißenspring.

## Geschichte

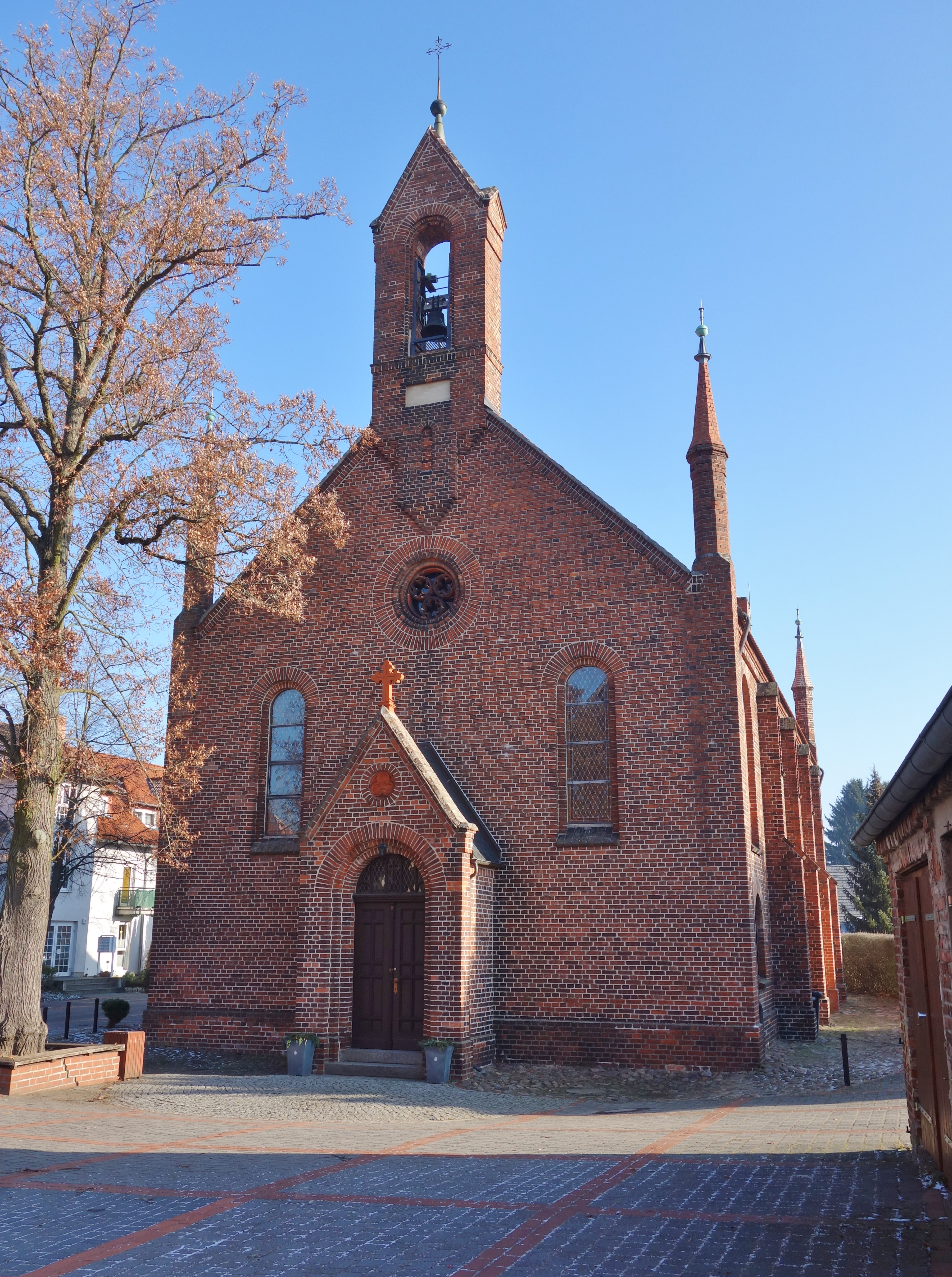
Dorfkirche Groß Lindow

Die Gemeinde wurde erstmals im Jahr 1354 urkundlich als Lyndow erwähnt. Der Ort war ein kleines Bauerndorf in Besitz des Kartäuserklosters in Frankfurt (Oder) bis zum Jahr 1540, dann gehörte es der Frankfurter Universität Viadrina. Lyndow war Grenz- und Zollort an der Grenze zu Sachsen.
Oberlindow wurde um 1700 gegründet und gehörte zur Herrschaft derer von Burgsdorf in Müllrose. Durch seine Lage erhielt Lindow nun den Zusatz Unter. Neulindow wurde von Kolonisten 1766 gegründet und 1934 mit Oberlindow vereinigt. Im Jahre 1950 erfolgte die Zusammenlegung von Ober- und Unterlindow zu Groß Lindow.
In Urkunden aus dem Jahr 1739 wird eine Ansiedlung bey der Weißenspringschen Schleuse erwähnt, der Grundstein zur gleichnamigen Schleuse wurde jedoch schon am 12. Juli 1702 gelegt. Der Ortsname bezieht sich auf die Trinkwasserquelle, welche dort aus weißem Sand sprudelt. Weißenspring nahm deutlichen Aufschwung, als Friedrich II. dem Kriegsrat Kienitz 1765 das seit 1754 ansässige Hammerwerk als Erbeigentum übereignete, mit der Auflage, 30 ausländische Familien anzusiedeln und eine Pfeifenfabrik zu gründen. Die Pfeifenfabrik und Weißenspring befanden sich zur damaligen Zeit in der Kaysermühlschen Forst, gehörig zum Amt Biegen.
Schlaubehammer wird 1545 erstmals erwähnt: vff dem Eysenhammer, dieser Hammer ist vermutlich 1533 gegründet worden. Im Jahr 1647 wurde vom Schlaube Hammer gesprochen, was auf die Lage an der Schlaube zurückzuführen ist. 1739 war der Betrieb bereits eingestellt, an seiner Stelle wurde eine Schneidemühle errichtet.
Für kurze Zeit, vom September 1945 bis 1947, wurden Ober- und Unterlindow, Weißenspring und Schlaubehammer als Ortsteile in die Stadt Frankfurt (Oder) eingemeindet, 1947 jedoch in den damaligen Landkreis Lebus zurückgeführt.
Am 1. Juli 1950 wurde die Gemeinde Groß Lindow durch den Zusammenschluss der bisher eigenständigen Gemeinden Oberlindow und Unterlindow neu gebildet.
Oberlindow, Unterlindow, Schlaubehammer und Weißenspring gehörten seit 1817 zum Kreis Lebus in der Provinz Brandenburg und seit 1952 zum Kreis Fürstenberg im DDR-Bezirk Frankfurt (Oder), aus dem 1961 der Kreis Eisenhüttenstadt-Land wurde. Seit 1993 liegen die Orte im brandenburgischen Landkreis Oder-Spree.

## Bevölkerungsentwicklung
| Jahr | Einwohner |
| ---- | --------- |
| 1950 | 2 019     |
| 1964 | 1 476     |
| 1971 | 1 414     |
| 1981 | 1 442     |
| 1985 | 1 350     |
| 1990 | 1 278     |

| Jahr | Einwohner |
| ---- | --------- |
| 1995 | 1 464     |
| 2000 | 1 796     |
| 2005 | 1 878     |
| 2010 | 1 837     |
| 2015 | 1 734     |
| 2020 | 1 709     |

| Jahr | Einwohner |
| ---- | --------- |
| 2021 | 1 715     |
| 2022 | 1 686     |
| 2023 | 1 676     |
| 2024 | 1 657     |

Gebietsstand des jeweiligen Jahres, Einwohnerzahl: Stand 31. Dezember (ab 1991),, ab 2011 auf Basis des Zensus 2011, ab 2022 auf Basis des Zensus 2022

## Politik

### Gemeindevertretung
Die Gemeindevertretung von Groß Lindow besteht aus zwölf Gemeindevertretern und dem ehrenamtlichen Bürgermeister. Die Kommunalwahl am 9. Juni 2024 führte bei einer Wahlbeteiligung von 72,1 % zu folgendem Ergebnis:
| Partei / Wählergruppe                | Stimmenanteil 2019 | Sitze 2019 |        | Stimmenanteil 2024 | Sitze 2024 |
| ------------------------------------ | ------------------ | ---------- | ------ | ------------------ | ---------- |
| Bürger für Groß Lindow               | 41,5 %             | 5          | 51,6 % | 7                  |            |
| Freie Wählergemeinschaft Groß Lindow | 58,5 %             | 7          | 42,5 % | 5                  |            |
| SPD                                  | –                  | –          | 05,9 % | –                  |            |
| Insgesamt                            | 100 %              | 12         | 100 %  | 12                 |            |

### Bürgermeister
- 1998–2003: Dietmar Otto[17]
- 2003–2008: Waltraut Werner (CDU)[18]
- 2008–2014:  Dietmar Otto (Freie Wählergemeinschaft Groß Lindow)[19]
- 2014–2017: Peter Schlatter (Bürger für Groß Lindow)[20]
- 2017–2024: Björn Brinkmann (Freie Wählergemeinschaft Groß Lindow)[21]
- seit 2024: René Weiner (Bürger für Groß Lindow)

Brinkmann wurde bei der Bürgermeisterwahl am 26. Mai 2019 mit 66,1 % der gültigen Stimmen wiedergewählt.
Weiner wurde am 9. Juni 2024 ohne Gegenkandidat mit 77,6 % der gültigen Stimmen zu seinem Nachfolger gewählt. Seine Amtszeit beträgt fünf Jahre.

### Wappen
Das Wappen wurde am 13. Dezember 2004 genehmigt.
Blasonierung: „In Silber ein blauer Schrägwellenbalken, nach der Figur begleitet von zwei abgeschnittenen, gegengewendeten grünen Lindenzweigen.“
Der Wellenbalken symbolisiert den Friedrich-Wilhelm-Kanal; die Lindenzweige verweisen auf die Bedeutung des Ortsnamens.

## Sehenswürdigkeiten

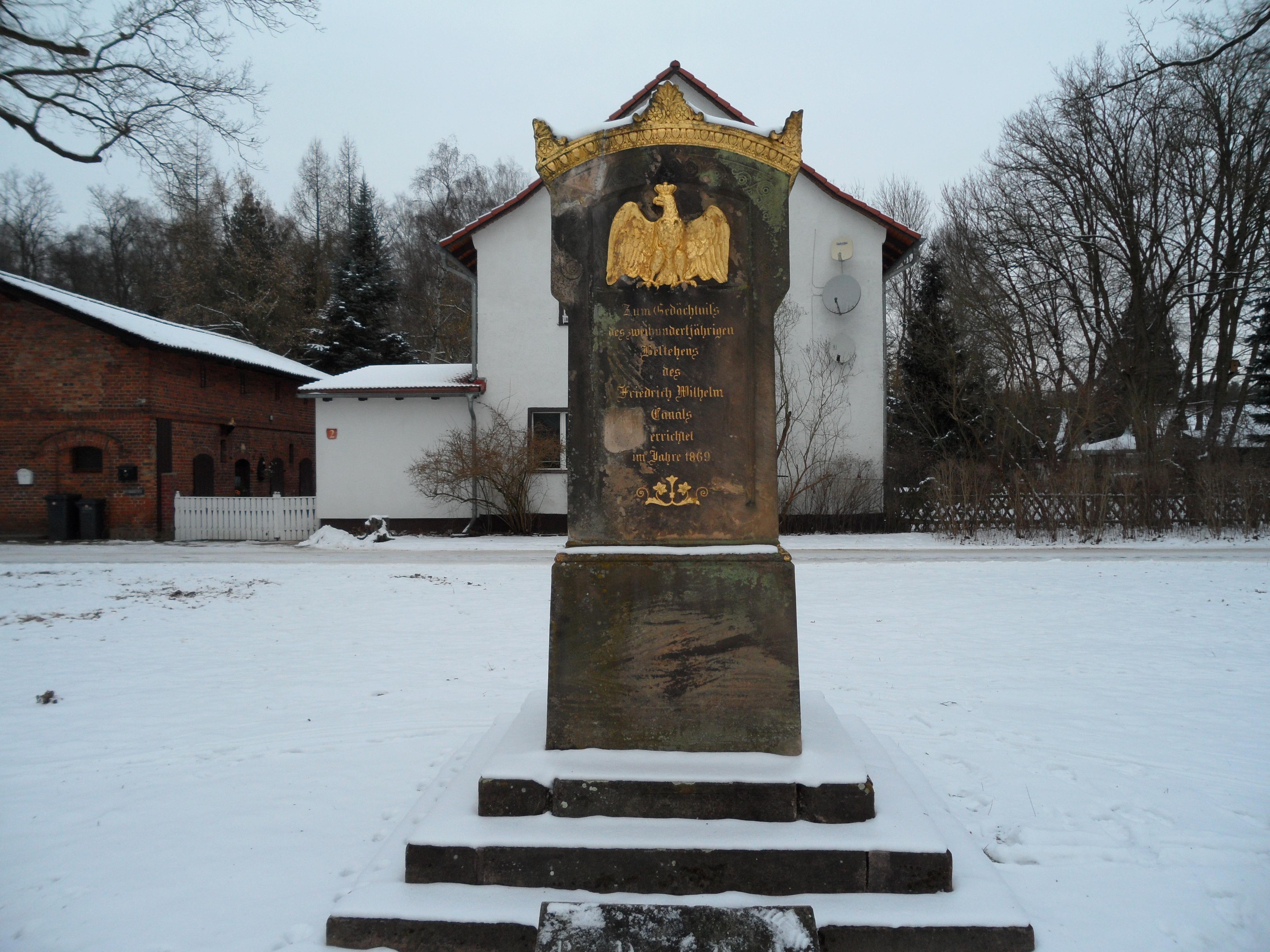
Kanaldenkmal

In der Liste der Baudenkmale in Groß Lindow und in der Liste der Bodendenkmale in Groß Lindow stehen die in der Denkmalliste des Landes Brandenburg eingetragenen Kulturdenkmale.
- Friedrich-Wilhelm-Kanal, älteste Wasserstraße zwischen Oder und Spree, verband die Berliner Gewässer mit den östlichen schiffbaren Gewässern in Deutschland, heute touristisch genutzt
- Heimatstube Groß Lindow
- Sowjetischer Ehrenfriedhof mit Denkmal für 45 gefallene Sowjetsoldaten in der Ortsmitte an der Lindenstraße, daneben ein Denkmal für Widerstandskämpfer aller Länder

## Wirtschaft und Infrastruktur

### Verkehr
Groß Lindow liegt an der Landesstraße L 373 zwischen Müllrose und Brieskow-Finkenheerd.

### Bildung

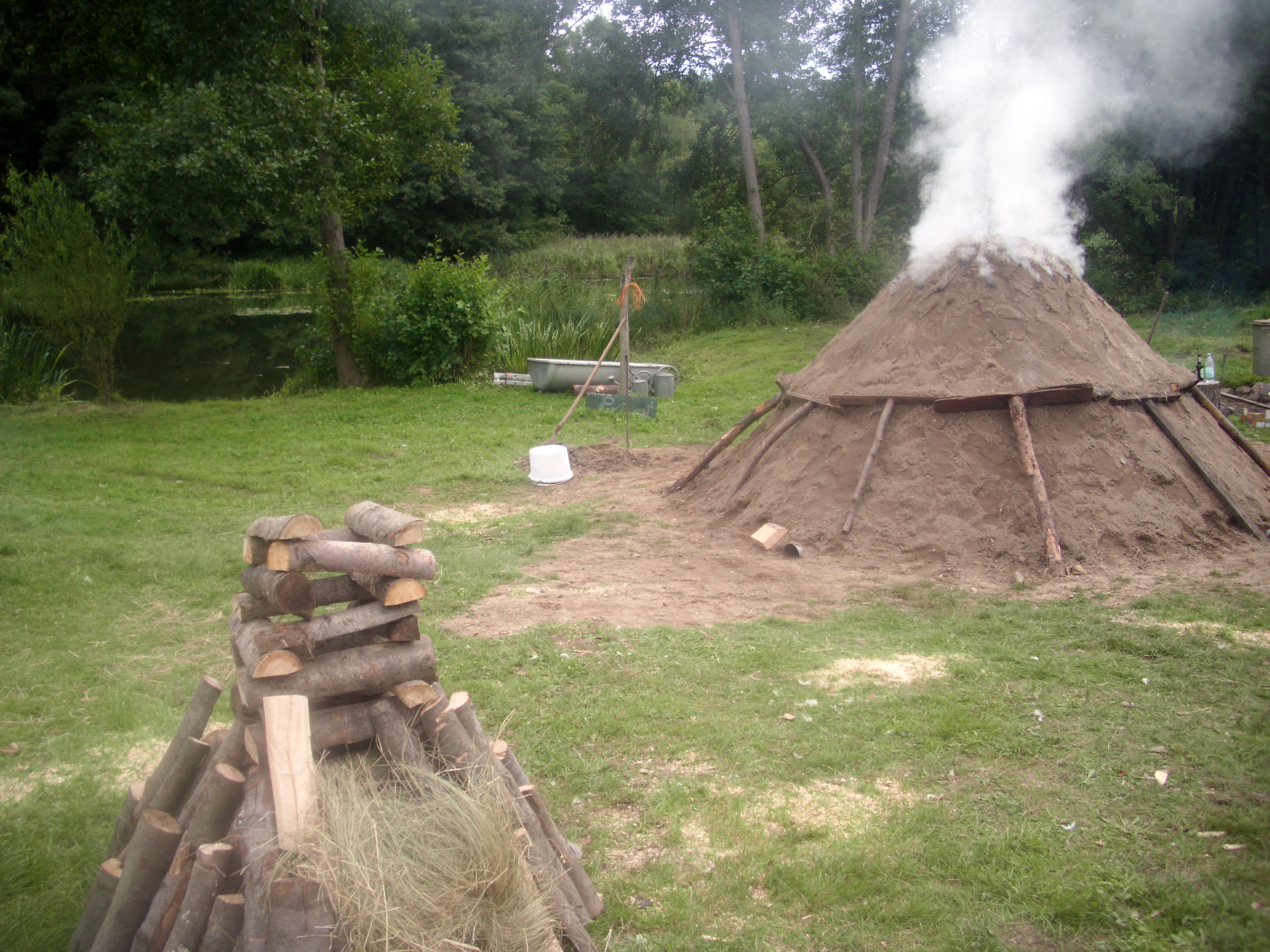
Meiler und kleiner Schaumeiler

- Grundschule Groß Lindow

Seit 1995 gibt es den Förderverein Lindenbäumchen e. V. der Grundschule Groß Lindow.

### Sport und Vereinsleben
- SV Blau-Weiß Groß Lindow 1909
- 1. Bowlingclub Kienräuber Groß Lindow
- Anglerverein „Linde 35“ Groß Lindow
- Freiwillige Feuerwehr Groß Lindow
- Kienstubbenverein 2001 Groß Lindow, gegründet als Traditionsgruppe innerhalb des Sportvereins, seit Dezember 2008 eigenständig. Der Verein der Brauchtumspflege widmet sich vor allem der Gewinnung von Kien und der Herstellung von Holzkohle, um das Köhlerhandwerk zu erhalten.

## Persönlichkeiten
- Rolf Henrich (* 1944), Jurist, Autor und ehemaliger DDR-Dissident, Erstunterzeichner des Gründungsaufrufs des Neuen Forums, lebt in Hammerfort
- Klaus Sack (* 1950), Fußballspieler, in Groß Lindow geboren